# Ohaba, Gorj
Ohaba este un sat în comuna Bălănești din județul Gorj, Oltenia, România.

## Vezi și
- Biserica de lemn din Ohaba

 Acest articol despre o localitate din județul Gorj este deocamdată un ciot. Puteți ajuta Wikipedia prin completarea lui.